# Centre d'échange pour la prévention des risques biotechnologiques
Le Centre d'échange pour la prévention des risques biotechnologiques (CEPRB) est à la fois le nom d'un portail et d'un « mécanisme international » issu du « protocole de Carthagène sur la prévention des risques biotechnologiques ». 

Les anglophones le nomment  Biosafety Clearing-House (ou BCH).
Le CEPRB comprend un portail central et une base de données centrale. 

Par ces moyens, il vise au minimum, à favoriser et faciliter la fourniture et l'échange d'informations relatives aux :
- organismes vivants modifiés (OVM) ; nouvelles créations d'OGM (caractéristiques, utilisés selon leur concepteur)[1] ;
- mouvements transfrontières (licites ou illicites[2]) d'OGM dans le monde[1] ;
- informations utiles (scientifiques et juridiques notamment) pour la mise en œuvre du protocole de Carthagène[1] ;
- résumés des évaluations des risques biotechnologiques faites en application de la réglementation de la partie concernée[1] ;
- résumés des études environnementales relatives aux organismes vivants modifiés faites en application de la réglementation de la partie concernée[1] ;
- les informations pertinentes concernant les produits dérivés d'OGM (article 20 du protocole, paragraphe 3 c).

Plus généralement, il doit aider les parties à mieux respecter les obligations qui leur incombent en vertu du protocole ; avec des « principes d'exhaustivité, de transparence et d'équité, et ouvert à tous les gouvernements ».

## Mandat de prévention et limitation des risques biotechnologiques
Le protocole de Carthagène sur la biosécurité a établi ce « Centre d'échange » comme l'un des mécanismes de mise en œuvre de la Convention sur la diversité biologique, avec deux grands objectifs :
1. Faciliter les échanges d'informations scientifiques, techniques, écologiques et juridiques, et faciliter les échanges d'expériences relatives aux OGM ;
2. Aider les parties à appliquer le Protocole, en tenant compte des besoins particuliers des parties qui sont aussi des pays en développement, en particulier les pays dits les moins avancés et les petits États insulaires en développement et les pays à économie en transition ainsi que les pays qui sont des centres d'origine et des centres de diversité génétique.

## Fonctionnement
En lien avec un réseau de correspondants nationaux ou institutionnels, le Centre d'échange fonctionne dans les six principales langues des Nations unies, avec un « programme de travail pluriannuel » et rédige des rapports et des analyses, conformément aux « Modalités de fonctionnement » prévues par ses statuts  ; 

Son portail et ses bases de données centrales sont administrés par le secrétariat de la Convention sur la biodiversité, lequel peut aider les gouvernements qui le demandent à utiliser le portail central du Centre d'échange à coordonner le « développement de nœuds aux niveaux national, sous-régional, régional et institutionnel en interconnexion avec le portail central ».

### Modalités d'accès
Les titulaires d'un compte au CEPRB peuvent créer et gérer les enregistrements dans le CEPRB en se connectant par le « Centre de gestion » . 

### Services
C'est le seul outil mondial ouvert offrant à de nombreux acteurs, sous l'égide de l'ONU, une vue d'ensemble sur les biotechnologies. 
Le domaine des biotechnologies est un secteur économique et de recherche jeune mais en évolution très rapide.

Certains risques y affèrent (allergénicité, écotoxicité, pollution génétique, impacts sur les pollinisateurs... ) et pourraient n'être visibles qu'après des années ou des décennies. Ils sont difficiles à cerner et à évaluer. 

Les parties du CEPRB (les gouvernements qui ont ratifié le protocole) et les autres parties prenantes doivent cependant prendre des décisions éclairées concernant le brevetage d'organismes génétiquement modifiés. Ils doivent aussi évaluer et exempter ou autoriser, à certaines conditions, ou interdire et contrôler les importations, commercialisations ou disséminations d'organismes transgéniques dans l'environnement (agroécosystèmes, écosystèmes). 
Le CEPRB (BCH) est un « système distribué » et « interopérable » où l'information est apportée et mise à jour par les utilisateurs eux-mêmes grâce à un système authentifié afin d'assurer la rapidité et la précision des modifications de la base de données. 

Il offre un accès mondial à de nombreuses informations scientifiques, techniques, environnementales, légales et sur le renforcement des capacités dans ce domaine.

Il offre aussi l'accès à  une « liste d'experts sur la prévention des risques biotechnologiques » .

L'accès principal est l'Internet, mais le CEPRB doit aussi utiliser ou créer « d'autres mécanismes pour veiller à la participation des Parties ne disposant pas d'un accès à Internet » ;

Le centre doit « favoriser la constitution de réseaux entre les centres spécialisés compétents, nationaux, régionaux, sous-régionaux et internationaux, ainsi qu'avec les institutions gouvernementales et non gouvernementales et le secteur privé de façon à tirer tout le parti possible de l'expérience disponible et à éviter que les travaux ne fassent double emploi ».

### Interopérabilité et portail central du BCH
La base de données du Centre d'échange est conçue pour être interopérable avec d'autres bases de données. 
Les gouvernements peuvent ainsi directement y enregistrer des liens vers leurs informations stockées dans d'autres bases de données (devant être également interopérables) de leur choix. 
L'emplacement de l'information importe peu pour l'utilisateur, qui sera ainsi capable de récupérer toutes les informations via le « portail central » du Centre d'échange.
À ce jour, plusieurs bases de données pertinentes, nationales ou internationales, ont été identifiées, qui sont interopérables avec le portail central, dont par exemple : 
- base de données du site web de l'United States Regulatory Agencies Unified Biotechnology ;
- base de données du Swiss Biosafety Clearing-HouseBbase de données unique identification database de l 'OCDE ;
- base de données d'identification unique ;
- base de données de publication sur la biosécurité de l'International Centre for Genetic Engineering and Biotechnology (ICGEB) (Centre international pour le génie génétique et la biotechnologie).

### Une innovation dans le droit international
C'est le premier et seul mécanisme d'échange d'informations créé dans le domaine des biotechnologies et à cette échelle s'appuyant autant sur Internet pour remplir des obligations juridiques internationales (obligations découlant d'une adhésion volontaire au protocole de Carthagène). 
Le Centre d'échange diffère notamment d'autres mécanismes lui ressemblants (également établis en vertu d'autres accords juridiques internationaux) parce qu'il est essentiel à la mise en œuvre réussie du protocole qui l'a produit (protocole de Carthagène) :
1. D'une part, les parties au protocole ont l'obligation légale de fournir certains types d'informations au Centre d'échange dans un délai et des cadres définis.
2. D'autre part, certaines dispositions ne peuvent pas être mises en œuvre sans l'utilisation du Centre d'échange.

## Information en matière de prévention des risques biotechnologiques (« Biosafety Clearing-House »)

### Catégories d'information pour le CEPRB
Le CEPRB contient des informations obligatoirement fournies par les parties au Protocole, dont notamment :
- les décisions sur la libération ou l'importation d'OGM ;
- l'évaluation des risques ;
- les autorités nationales compétentes ;
- les lois nationales ;
- toutes informations et ressources pertinentes au regard du Protocole, dont les informations sur le renforcement des capacités, une liste d'experts désignés par les gouvernements dans le domaine, et des liens vers d'autres sites et bases de données par le Biosafety Information Resource Centre.

Les gouvernements qui ne sont pas partie au protocole sont également encouragés à fournir des informations au centre d'échange. 
À ce jour, un grand nombre d'informations et décisions du CEPRB y ont été en fait enregistrés par deux gouvernements non-parties (le Canada et les États-Unis).

### Organisation de l'information dans le CEPRB
Le BCH utilise des formats communs et codifiés pour rapporter des informations à partir de sources distribuées. 

Il utilise aussi une terminologie et des métadonnées normalisée (« vocabulaire contrôlé ») pour catégoriser l'information contenue dans les bases de données. 
Ceci permet aux nombreux utilisateurs du CEPRB de plus facilement enregistrer, partager et trouver des informations (dont via les synonymes dans différentes langues, les relations entre les termes, et entre les six langues de travail (anglais, français, espagnol, russe, arabe et chinois).

## Renforcement des capacités pour la participation au CEPRB
Reconnaissant combien il était important que les 139 pays « parties » participent au CEPRB, le Fonds pour l'environnement mondial a décidé (mars 2004) de consacrer 13 millions de dollars à renforcer leurs capacités pour une participation efficace au Centre d'échange  (139 pays sont éligibles à un financement à ce titre).
Le CEPRB doit contribuer, avec les correspondants nationaux à créer « un réseau de partenaires multisectoriels et interdisciplinaires ».

## Limites en termes d'accès à l'information
- Le CEPRB ne peut pas systématiquement divulguer toutes les informations qu'il jugerai pertinentes concernant les OGM ou des risques liés aux OGM ;
- Il ne peut conserver et rendre accessible que les informations dont il dispose, c'est-à-dire qu'il a reçu de la part d'États-parties. Il dépend donc du bon-vouloir des parties ;
- La publication d'information sur le portail central doit être validée et autorisée « activement » par le correspondant national concerné ;
- Les parties ne maitrisant aucune des 6 langues officielles auront plus de difficulté à accéder à l'information ;
- Le portail ne peut divulguer d'informations confidentielles.